# Южен полярен кръг
Южният полярен кръг е един от петте основни паралели от географската мрежа на Земята. Това е мисленна линия, която от 2000 г. лежи на 66° 33′ 39″ южно от екватора. Областта на юг от южния полярен кръг се означава като Антарктика, а зоната, разположена между южния полярен кръг и друг важен паралел (Тропик на Козирога) е известна като южна умерена зона. Аналогичният паралел от северното полукълбо се нарича Северен полярен кръг.
Във всяко място, разположено на юг от южния полярен кръг се наблюдава поне веднъж годишно, както 24-часов ден (полярен ден), така и 24-часова нощ (полярна нощ) в друг период на годината. В точките, лежащи на южния полярен кръг Слънцето грее 24 часа единствено по време на зимно слънцестоене, а 24-часова тъмнина има единствено в деня на лятно слънцестоене. Това се случва, тъх като земната ос на въртене е наклонена на 23,5° спрямо еклиптиката на Земята (равнината, в която е разположена земната околослънчева орбита). През периода на лятното слънцестоене, южното полукълбо е максимално отдалечено от Слънцето и областта южно от южния полярен кръг е максимално затъмнена, а по време на зимното слънцестоене именно тази област се огрява най-много от слънчевите лъчи.
На практика още няколко фактора влияят върху продължителността на деня и нощта и това са пречупването на лъчи от атмосферата, надморската височина на дадена точка, различни оптически илюзии, както и фактът че Слънцето представлява диск, а не точка. Оптическите илюзии са значително по-зрелищни, отколкото аналогичните явления в северния полярен кръг, като например поредица от изгреви и залези, въпреки че самото Слънце е разположено под хоризонта.
Позицията на южния полярен кръг не е постоянна и макар и да се определя от наклона на земната ос на въртене към еклиптиката, ъгълът не е постоянен. Затова и позицията на южния полярен кръг се измества периодично.

## География и население
По-голямата част от областта, заключена от южния полярен кръг, се заема от континента Антарктида. Земята на Антарктика няма постоянни обитатели, но там са разположени бази на редица научни центрове от различни държави. Базите се поддържат от научни експедиции, като съставът постоянно се обновява. В минали векове в Антарктика са били разположени китоловни станции, чиито обитатели са пребивавали по около година и дори повече.